# Crow (stripalbum)
Crow is het vierde stripalbum uit de Thorgal-parallelreeks De werelden van Thorgal: Wolvin. De strip werd voor het eerst uitgegeven bij Le Lombard in april 2014. Het album is getekend door Roman Surzhenko met scenario van Yann.

## Het verhaal
In dit album botst Wolvin met haar moeder Aaricia en besluit ze het dorp te verlaten en in het bos te gaan wonen. Ze weet echter niet dat ze wordt opgejaagd door enkele rancuneuze dorpsbewoners en de mysterieuze vrouw genaamd Crow. Ze maakt enkele benauwde momenten mee en wordt gered door een zwijgzame houthakker die niet kan praten. Ook ontdekt ze een voorwerp uit het verleden van Thorgal.